# Glaciar Mendenhall
El glaciar Mendenhall es un glaciar con aproximadamente 19 km de longitud localizado en el Valle Mendenhall, cerca de 19 km del centro de Juneau en el parte sudeste del estado de Alaska. El área protegida del glaciar es llamada el Mendenhall Glacier Recreation Area, un área federal en el Bosque Nacional Tongass. Originalmente conocido como Sitaantaagu (El glaciar detrás del pueblo) o Aak'wtaaksit (El glaciar detrás del lago pequeño) por los pueblos originarios de ese territorio: los Tlingit. El glaciar está retrocediendo como resultado de la temperatura generalmente más cálida del sureste de Alaska, que está relacionada con el calentamiento global causado por el cambio climático.

## Galería de imágenes

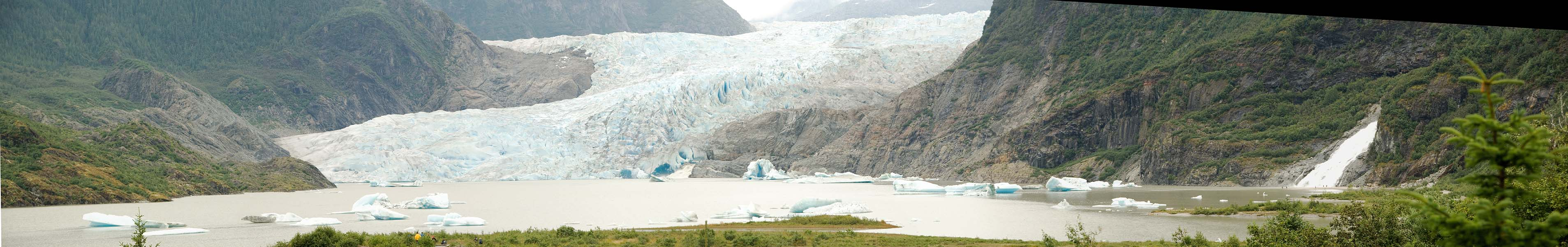
El glaciar, el agosto de 2011.
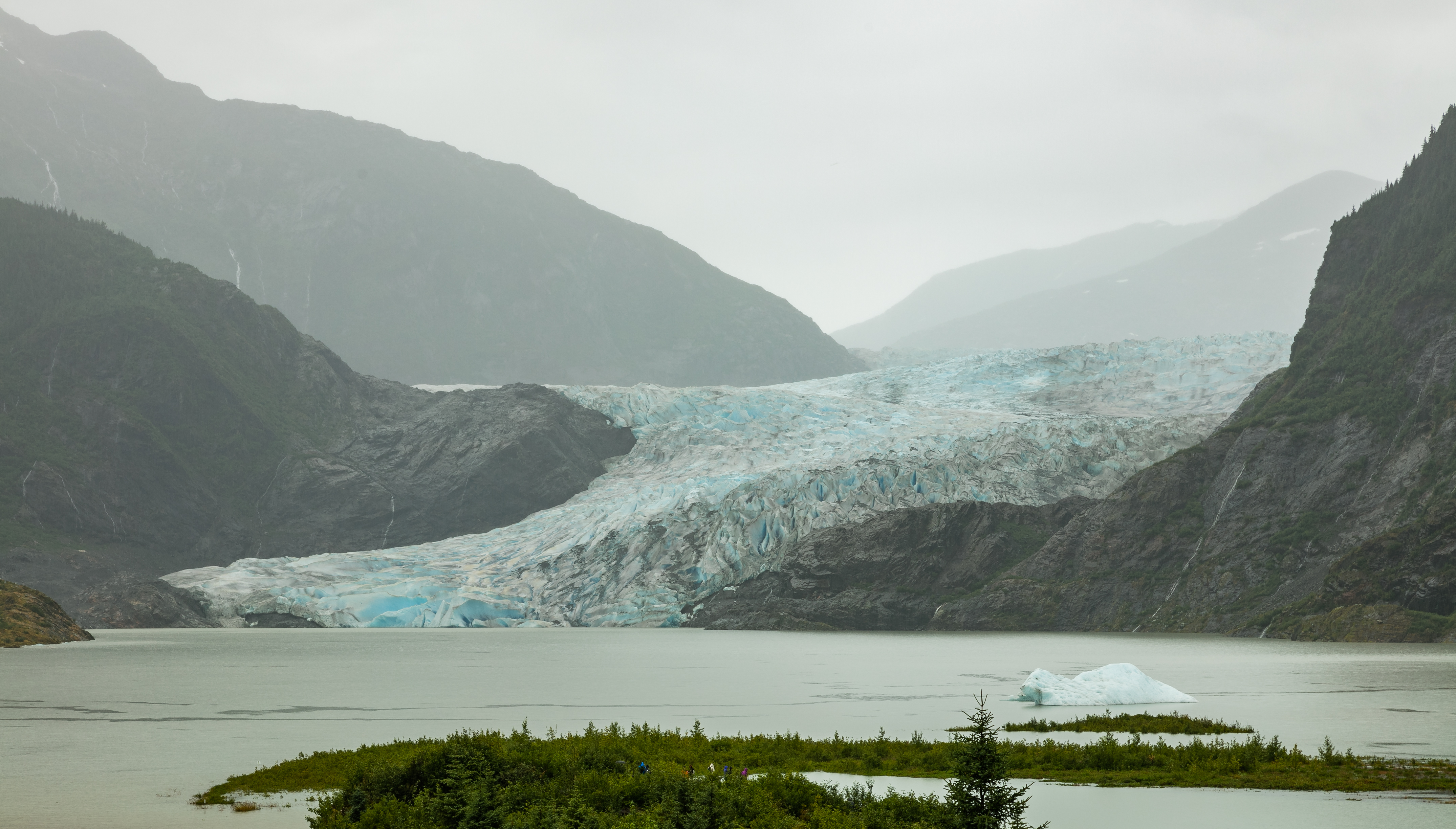
Vista de 2017.
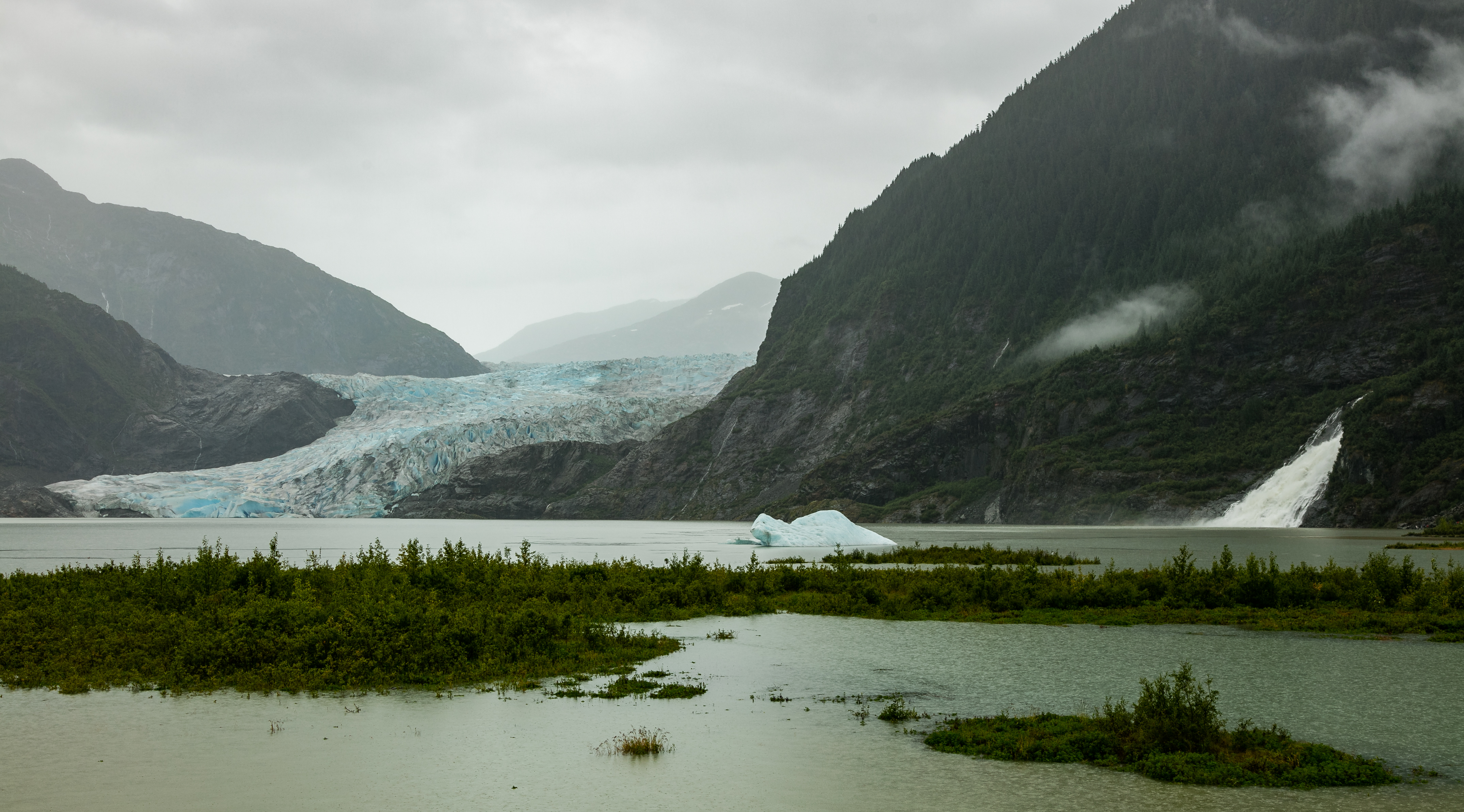
Vista del glaciar y la contigua cascada Nugget (2017).
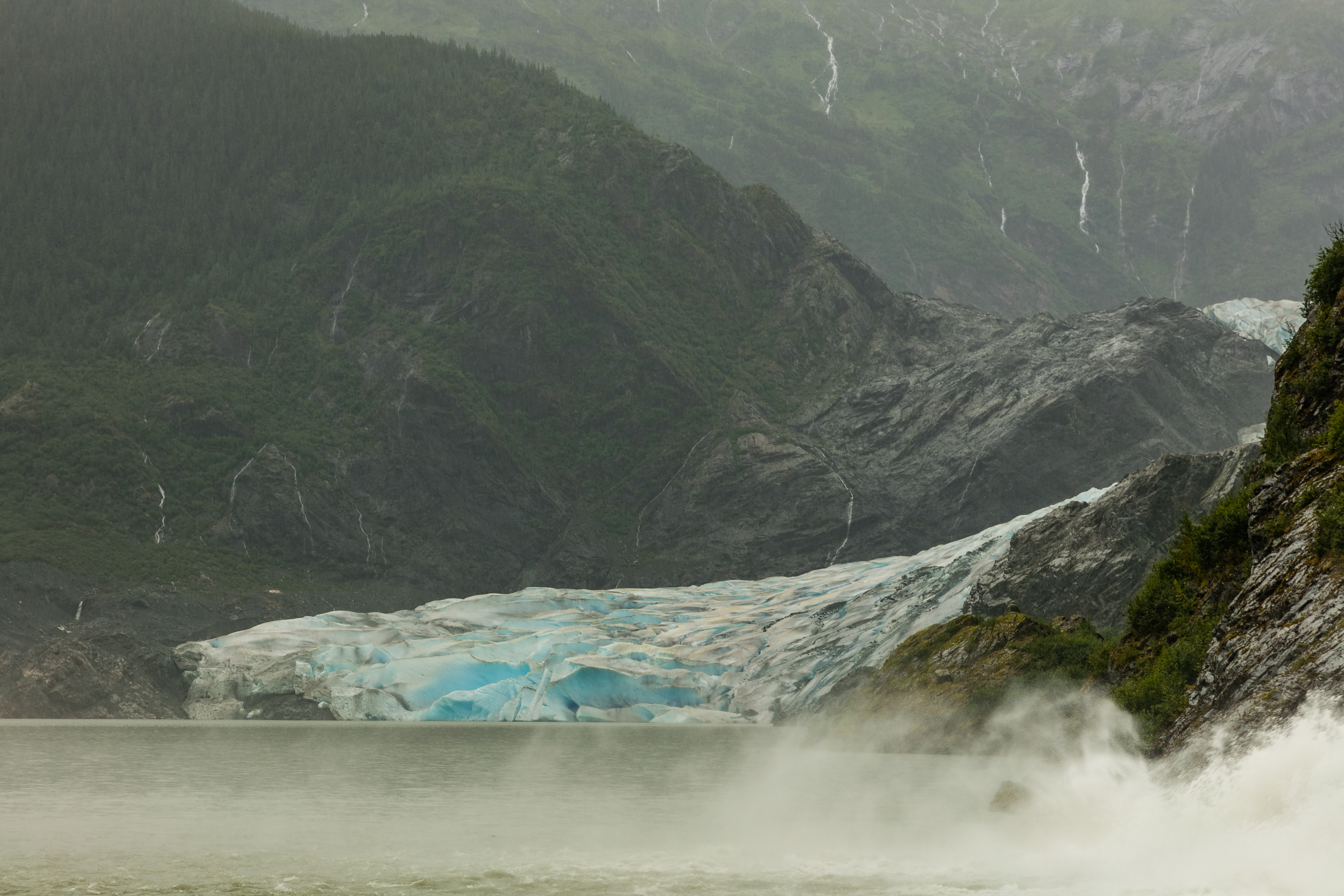
Detalle (2017).
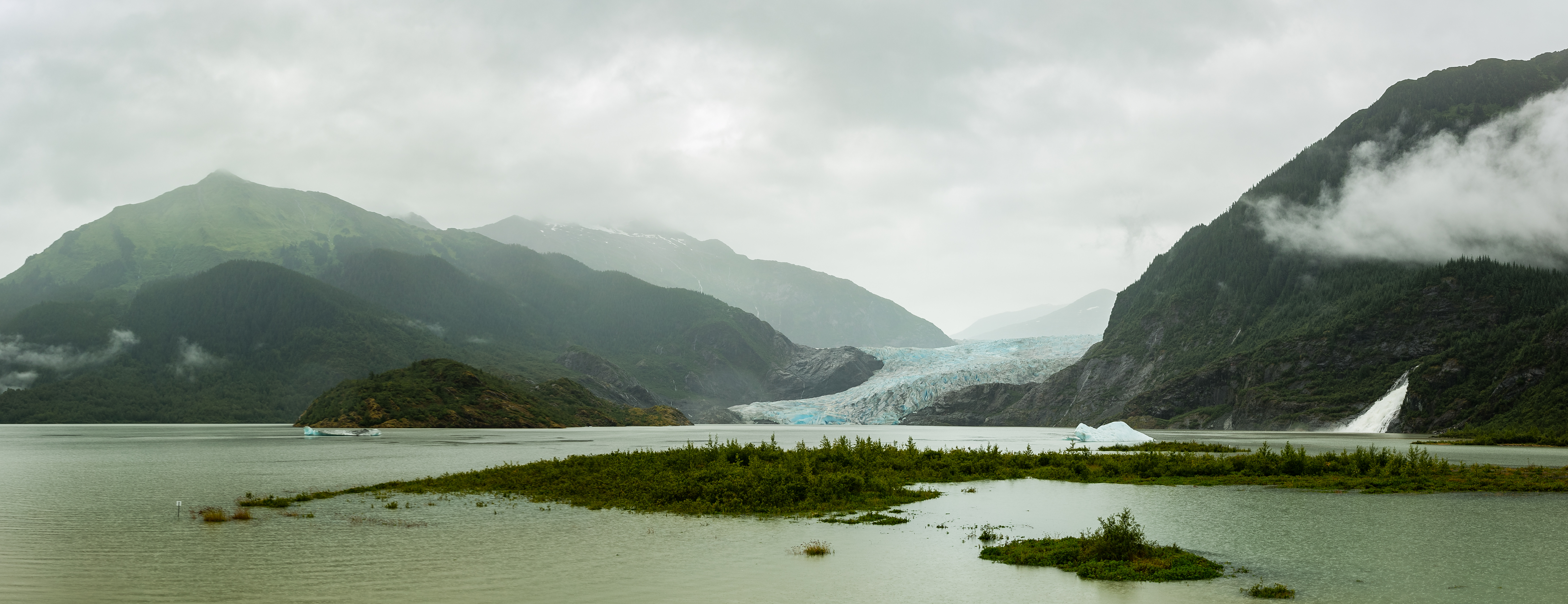
Vista general (2017).
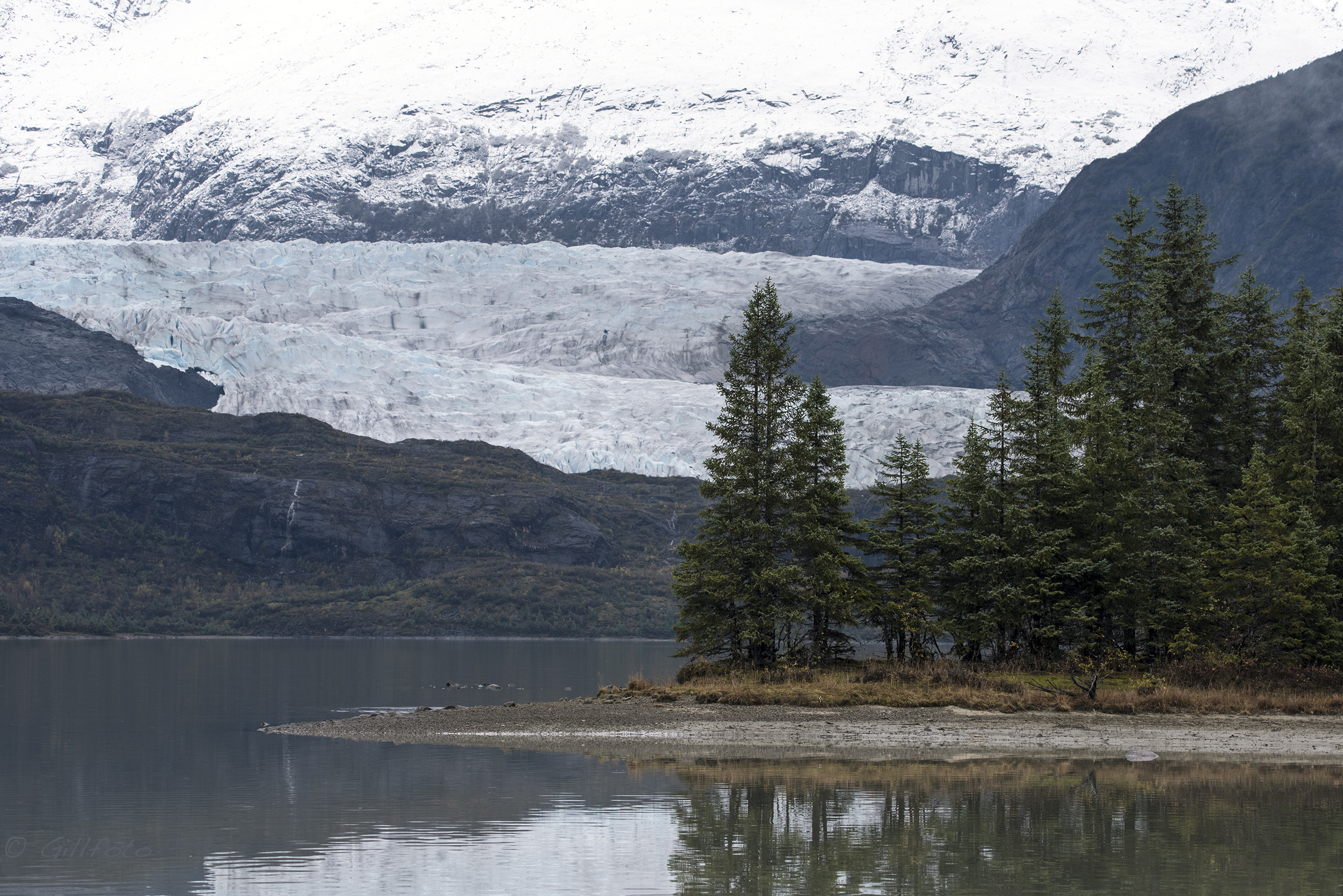
Vista frontal (2017).

- Datos: Q1920336
- Multimedia: Mendenhall Glacier / Q1920336